# Rome ville libre
Ne doit pas être confondu avec Rome, ville ouverte.
Pour plus de détails, voir Fiche technique et Distribution.
Rome ville libre (Roma città libera) est un film dramatique italien coécrit et réalisé par Marcello Pagliero, sorti en 1946.

## Synopsis
En 1944, Rome est libérée par les alliés. Un ancien soldat revient de la guerre mais il constate qu'il a tout perdu. Abandonné par la femme qu'il aimait et ruiné, il décide de mettre fin à ses jours. Alors qu'il tente de se suicider, il est sauvé à temps par son voisin, un petit voleur qui le prend sous son aile. En errant dans la ville traumatisée par les ravages de la Seconde Guerre mondiale, les deux hommes rencontrent une dactylographe paumée qui, pour payer son loyer, est sur le point de se prostituer. 

## Fiche technique
- Titre original : Roma città libera
- Titre français : Rome ville libre
- Réalisation : Marcello Pagliero
- Scénario : Ennio Flaiano, Suso Cecchi D'Amico, Cesare Zavattini, Pino Mercanti et Marcello Pagliero
- Montage : Giuliana Attenni
- Musique : Nino Rota
- Photographie : Aldo Tonti
- Producteur : Marcello d'Amico
- Société de production : Pao Film
- Société de distribution : Fincine
- Pays d'origine : Italie
- Format : Noir et blanc
- Genre : drame
- Durée : 81 minutes
- Dates de sortie : 
  -  Italie : 17 décembre 1946
  -  France : 14 septembre 1949

## Distribution
- Valentina Cortese : La dactylographe
- Nando Bruno : Le voleur
- Andrea Checchi : Le suicidaire
- Vittorio De Sica : L'homme distingué